# HD 16733
HD 16733，又名CD-31 1081，SAO 193846、HR 786，是一颗恒星，视星等为6.52，位于銀經227.82，銀緯-66.03，其B1900.0坐标为赤經2h 35m 45.9s，赤緯-31° -66.03′ 43″。